# دهستان چلوند
دهستان چلوند یکی از دهستان‌های استان گیلان است که در بخش لوندویل شهرستان آستارا واقع شده است که روستاهای اطراف را نیز شامل می‌شود. بزرگترین طایفه چلوند خان های عباداللهیان می‌باشند که خاندان آنها حاج نایب خان عباداللهیان که در دوران قاجاریه فرماندار آستارا بوده است که با پادشاهان قاجاری رابطه ای بسیار دوستانه داشته است .

## دهستان چلوند
دهستان چلوند به همراه دهستان لوندویل جزو بخش لوندویل شهرستان آستارا می‌باشند که نزدیک به از ۱/۴ جمعیت شهرستان آستارا را شامل می‌شود.

## روستاهای دهستان چلوند
دهستان چلوند روستاهای آستارا از قبیل چلوند، چلوند پایین، قره‌سوی، خلج محله، باش محله لوندویل، خان حیاطی، خلیله سرا،  کوته کومه، نظرمحله،  باباعلی، میه کومی، گونش را شامل می‌شود.